# Armand-Laurent Paul
Armand-Laurent Paul (1740-1809) était un jésuite, un grammairien et l'auteur de nombreux ouvrages scolaires.

## Biographie
Il a notamment rédigé un Cours de latinité supérieure, ou extraits des auteurs latins en 3 tomes (Lyon, Tournachon-Molin, 1806). L'auteur y est ainsi désigné : par M. l'Abbé Paul, ancien professeur d'éloquence, membre de l'Académie de Marseille.
L'originalité de cet ouvrage à l'usage des professeurs est de donner sur la page de droite, en regard du texte latin, la traduction française. Tome 1 : classe de troisième. Tome 2 : classe de seconde. Tome 3 : classe de rhétorique (première).
Il aurait donné une traduction de Florus en 1774.
Larousse cite comme son meilleur ouvrage un Cours de la vérité en 10 volumes (Lyon, 1807). Sur ses traductions, il dit seulement : « On lui doit aussi plusieurs traductions dont la fidélité rachète la sécheresse ».